# 信楽高原鐵道
信楽高原鐵道株式会社（しがらきこうげんてつどう）は、滋賀県で旧国鉄特定地方交通線の鉄道路線である信楽線を運営している鉄道事業者である。信楽町・水口町（いずれも現在の甲賀市）や滋賀県などの出資による第三セクター方式で設立された、第三セクター鉄道事業者の一つである。本社は滋賀県甲賀市信楽町長野192番地。

## 歴史
- 1987年（昭和62年）
  - 2月10日 会社設立。
  - 7月13日 西日本旅客鉄道（JR西日本）信楽線を転換し、信楽線開業[5][6]。
- 1989年（平成元年）12月1日 信楽焼製の干支切符・記念切符を発売開始。以後毎年発売。ただし記念切符は以後不定期。
- 1991年（平成3年）
  - 5月14日 信楽線において、JR西日本から乗り入れの臨時快速列車と信楽高原鐵道の普通列車が正面衝突事故（信楽高原鐵道列車衝突事故）を起こす[7]。
  - 12月8日 列車運行再開[7]。
- 1995年（平成7年）12月18日 SKR300形投入。
- 2001年（平成13年）11月6日 SKR310形投入。
- 2013年（平成25年）
  - 4月1日 地域公共交通の活性化及び再生に関する法律に基づく鉄道事業再構築実施計画により上下分離方式に移行。信楽高原鐵道が信楽線の第二種鉄道事業者となり、線路や車両等の鉄道施設を譲渡された甲賀市が第三種鉄道事業者となる[8]。
  - 9月15日 台風18号によりこの日から信楽線が運休。16日には杣川橋梁の橋脚が流失[9]（詳細後述）。
- 2014年（平成26年）11月29日 列車運行再開[10]。
- 2015年（平成27年）
  - 1月15日 スウェーデンの陶芸家、リサ・ラーソンの作品を描いたラッピング列車「マイキー・トレイン」を6月7日まで運行[11]。
  - 10月4日 SKR400形投入[12]。
- 2017年（平成29年）2月5日 SKR500形投入[13]。
- 2019年（令和元年）9月29日 信楽を舞台とするNHK連続テレビ小説『スカーレット』のラッピング列車を2020年3月28日まで運行[14]。

## 路線
- 信楽線 貴生川 - 信楽 14.7km（信楽高原鐵道が第二種鉄道事業者、甲賀市が第三種鉄道事業者）

## 車両

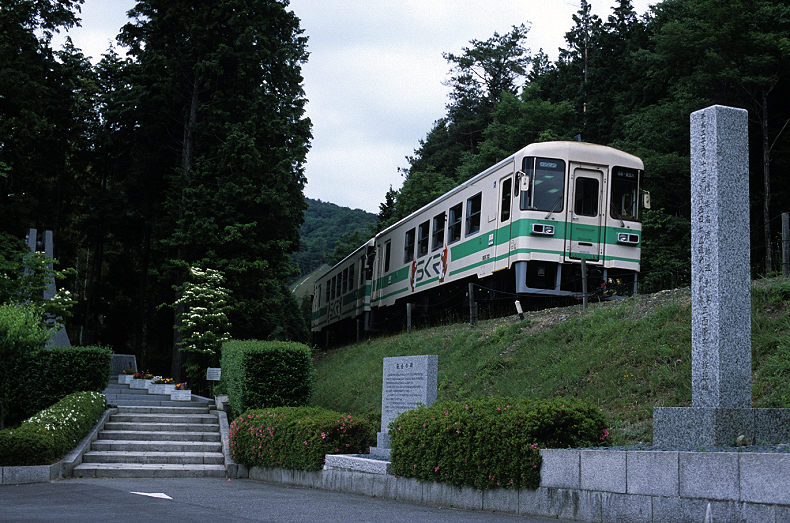
事故現場跡を通過するSKR310形

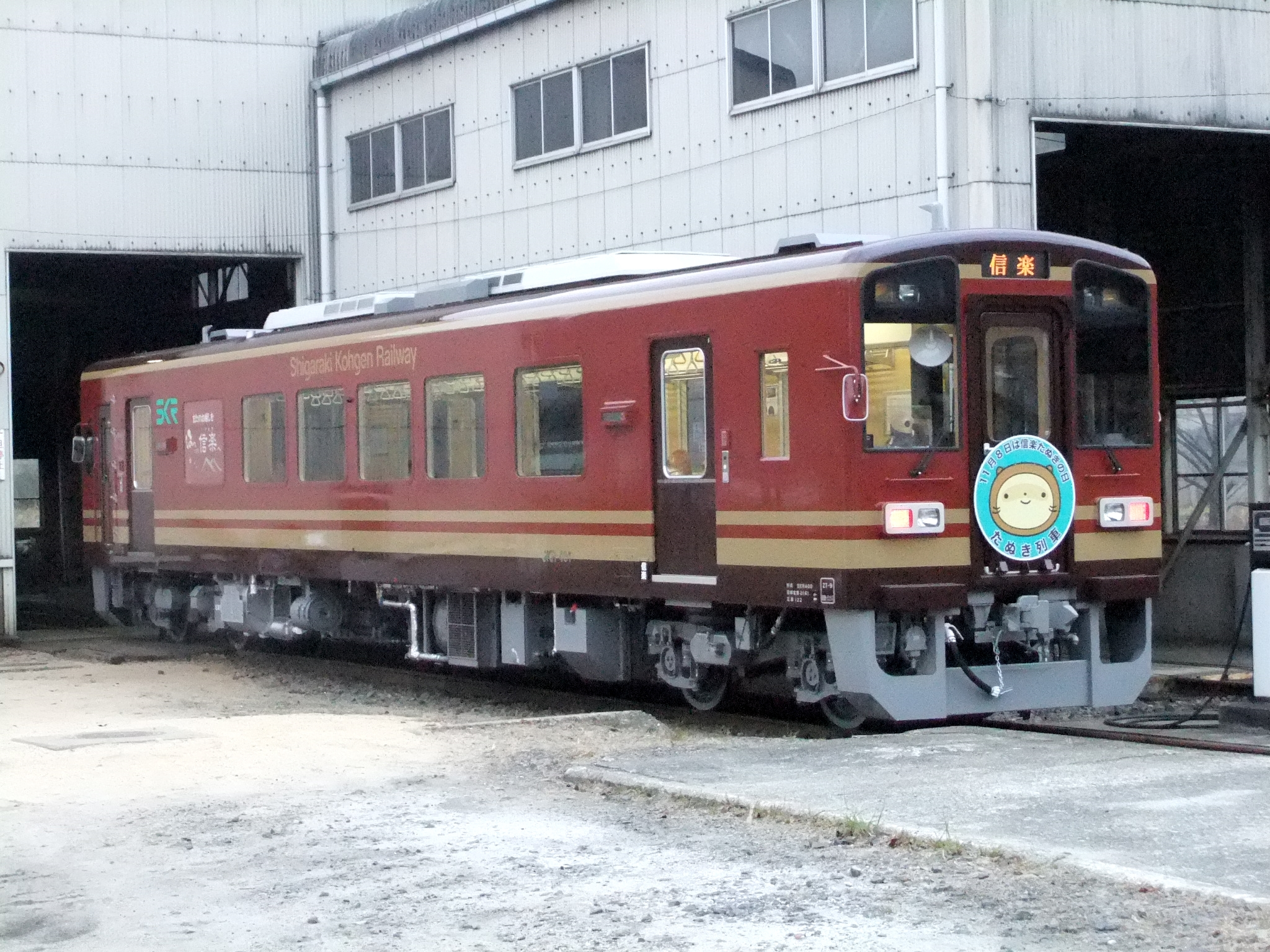
SKR400形

詳しくは、各車両記事を参照のこと。

### 現有車両
- SKR310形
  - SKR200形の置き換え用に2001年、2002年に1両ずつ計2両（311, 312）が製造された。後述のSKR300形と同外観だが、エンジンの強化及びブレーキ系統の二重化がされている。
- SKR400形
  - SKR300形の置き換え用に1両（401）が製造された[15][16]。2015年10月4日に営業運転を開始した[12]。
- SKR500形
  - SKR200形の置き換え用に1両（501）が製造された。2017年2月5日に営業運転を開始した[13]。

### 過去の車両
- SKR200形
  - 1987年の開業時に3両（201 - 203）が用意され、1988年に1両（204）が製造された。2両（202, 204）が1991年の衝突事故で廃車になり、その補充用に205が製造された。SKR310形の投入に伴い、2両（201, 203）が廃車され1両（205）のみが残っていたが、SKR500形の投入に伴い、2017年2月4日に運用を終了し、紀州鉄道に譲渡された[17]。
- SKR300形
  - 1995年に1両（301）が製造された。衝突事故の教訓を元に安全面を強化した。2015年10月3日をもって運用から離脱し[16]、紀州鉄道に譲渡された[18]。

### 塗装

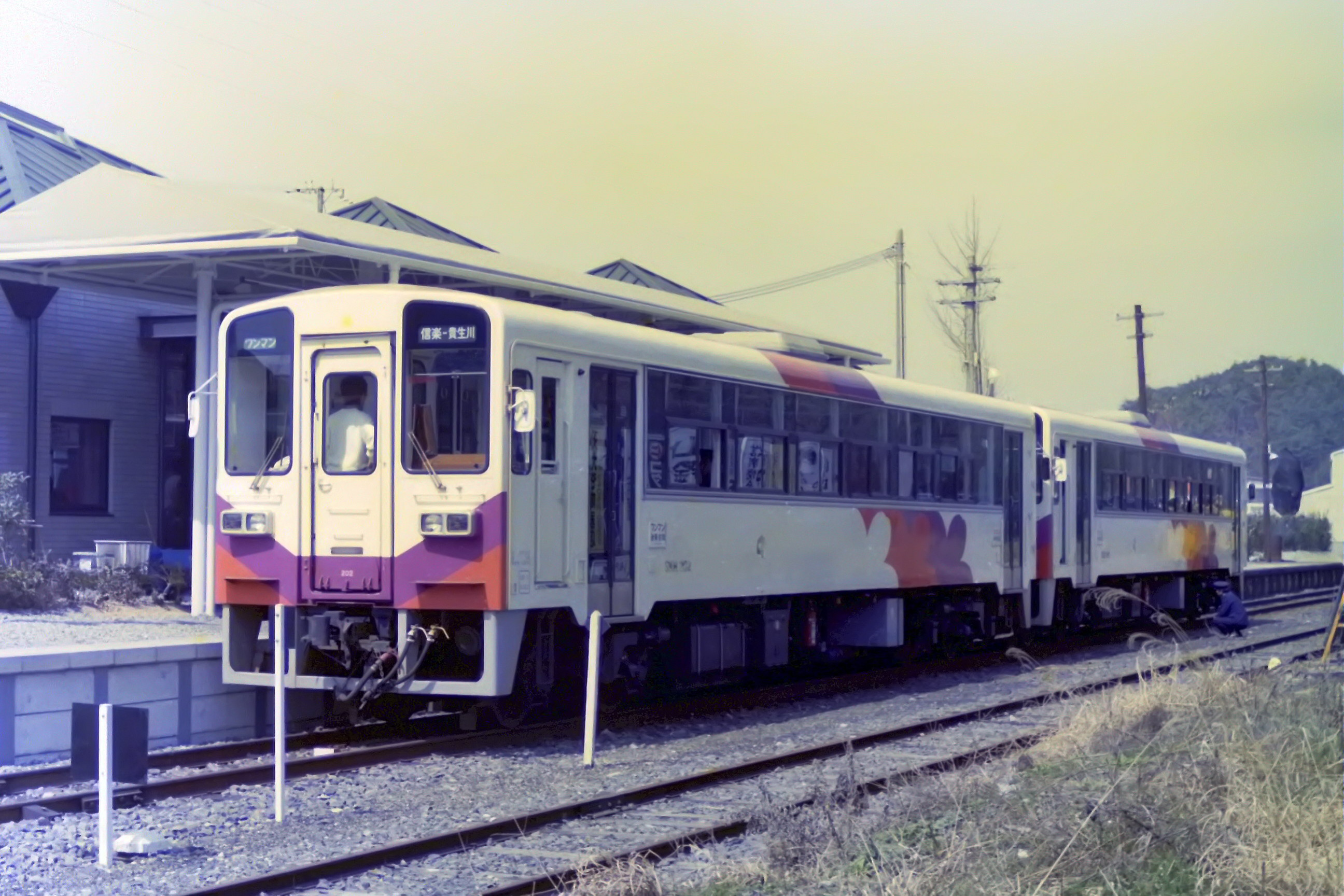
開業時塗装のSKR202

開業時は、白地に陶磁器を焼く炎をイメージした赤と「紫香楽」の紫で、山つつじ（信楽町花）の花びらをデザインした塗装だったが、事故後緑帯に変更された。今はその上に狸のキャラクターと会社のロゴが描かれている。
駅名標も、古いものが撤去され、下に緑のラインカラーが入った新しいものに全駅変えられている。ただし、勅旨駅には旧来の青地白抜きの駅名板が現存している。緑は信楽線のラインカラーであり、「安全」のシンボルカラーでもある。

## 事件・事故・災害など

### 1991年5月14日の列車正面衝突事故
1991年5月14日に小野谷信号所付近で発生した、信楽発貴生川行上り普通列車（SKR202号）と、京都発信楽行臨時快速列車「世界陶芸祭しがらき号」（キハ58系）が正面衝突した事故である。衝突した時、臨時快速列車の乗客は定員の2.8倍となっており、死亡者数42名（うち運転士と同乗していた社員4名含む）という大事故となった。

### 2013年9月16日の台風18号による被害
2013年9月16日、台風18号によって甲賀市水口町の杣川に架かる杣川橋梁（延長95.69 m）が増水した濁流に飲み込まれ橋脚1基が流失した。杣川橋梁以外にも線路盤の陥没や土砂崩れ等で24か所において被害が出ており、台風とこの影響により信楽線は直後から全線で運休し、17日からは代行バスによる輸送となった。鉄道施設を維持管理する甲賀市によると被害額は約3億5千万円という。甲賀市は、復旧には多大の費用がかかり、年内の運転再開も困難であるとコメントしており、このため廃線の可能性も視野に入れて検討するとした。
その後11月1日、国土交通省は鉄道軌道整備法による支援を表明したが、同法適用によっても復旧費の最大75%を占めることになる市の負担については国からの補助率の引き上げは困難との考えが示された。12月3日、同法適用に基づく災害復旧事業費補助金制度の適用対象となり、同月25日には中嶋武嗣・甲賀市長が遅くとも2014年12月までに運行を再開すると表明した。復旧総事業費は約7億円で、このうち市の負担額は2000万円〜1億円の見込み。2014年8月20日には甲賀市長が同年11月29日に運行を再開すると発表した。2014年10月16日、線路の敷設が予定より約1週間早く終わり、約1年1か月ぶりに全線が繋がった。そして同年11月29日に運行を再開した。
なお現行法令では「特定大規模災害等鉄道施設災害復旧事業費補助金」制度に基づき、「地方公共団体等が鉄道施設を公有化」し「長期的な運行の確保に関する計画を策定」した場合、補助率が国1/2、地方1/2（地方負担分に普通交付税措置95%）に引き上げられている。

## 近年の動向
JR片町線と信楽駅を結ぶ新線を建設し、信楽高原鐵道信楽線と近江鉄道本線を改良した上で、大阪と滋賀県南部を直結する「びわこ京阪奈線」（仮称）構想があり、関係自治体により、建設期成同盟会が結成されている。
しかし、2005年度の同鉄道の経常損益は4028万5000円の損失、2006年度末の債務超過額は13億4552万円となっているほか、2003年度における営業係数は約150%、2011年度で単年度赤字額は約9,000万円となっており、経営的にはきわめて厳しい。
また、同鉄道の一部に並行する形で、新名神高速道路の信楽ICへのアクセス道路となる「信楽道路」の建設も進められており、道路事情の改善が進展している。
2012年2月6日には、1991年の事故の被害補償に充てるために、滋賀県や甲賀市から借り入れた計約21億円の全額放棄を求める特定調停を大津地方裁判所に申し立て、事実上の税金投入要請を行うことになった。